# نورمان تومسون (لاعب كرة قدم أمريكية)
نورمان تومسون (بالإنجليزية: Norm Thompson)‏ هو لاعب كرة قدم أمريكية أمريكي، ولد في 5 مارس 1945 في سان فرانسيسكو في الولايات المتحدة.

## وصلات خارجية
- نورمان تومسون على موقع مرجع كرة القدم المحترفة.كوم (الإنجليزية)